# Commodore Schuyler F. Heim Bridge (1948)
Die Commodore Schuyler F. Heim Bridge, auch nur Heim Bridge genannt, war eine am 1. Januar 1948 eröffnete Hubbrücke im Hafen von Los Angeles, die 2019 abgetragen wurde. Ihr Ersatz ist eine neue feste Brücke mit dem gleichen Namen.

## Lage
Die Brücke führte über den Cerritos Channel und verband das Festland mit dem Terminal Island, wo sich bis 1997 der Long Beach Naval Shipyard, eine Werft der amerikanischen Kriegsmarine, befand. Über die Brücke führte die California State Route 47, auch Terminal Island Freeway genannt. Westlich neben der Heim Brücke stand die 1924 erbaute Henry Ford Bridge, die dem Bahnverkehr diente und bereits 1996 durch eine neue Hubbrücke ersetzt wurde.

## Geschichte
Kommodore Schuyler F. Heim führte die Marinebasis ab 1942. Auf seine Initiative erfolgte der Bau der Brücke durch die American Bridge Company wobei die Marine auch die Brücke finanzierte. Sie wurde am 10. Januar 1948 dem Verkehr übergeben und stand bis am 12. Oktober 2015 in Betrieb. Die Brücke genügte nicht mehr den Anforderung an die Erdbebensicherheit und wurde deshalb durch eine neue feste Brücke ersetzt, die im Herbst 2020 eröffnet wurde.

## Bauwerk
Der Mittelteil der Commodore Schuyler F. Heim Bridge ist als Hubbrücke ausgeführt. Der 800 t wiegende Hauptträger ist 82 m lang und kann 125 Fuß (ca. 38 m) angehoben werden. Dazu dienen die beiden 200 Fuß (ca. 60 m) hohen Türme, an denen der Hauptträger mittels 56 Seilen aufgehängt ist, die über vier große elektrisch angetriebene Seilscheiben an den Spitzen der Türme laufen. In jedem Turm bewegt sich ein 400 t schweres Gegengewicht, zum Ausbalancieren des Brückenträgers, sodass die Motoren nur ungefähr mit einer Tonne zu bewegendes Gewicht belastet sind.